# Ardisia colonensis
Ardisia colonensis är en viveväxtart som beskrevs av C.L. Lundell. Ardisia colonensis ingår i släktet Ardisia och familjen viveväxter. Inga underarter finns listade i Catalogue of Life.